# Jarkko Immonen
Jarkko Immonen (* 19. dubna 1982, Rantasalmi, Finsko) je bývalý finský hokejový útočník.

## Kariéra
Svojí profesionální kariéru zahájil v roce 1998 v týmu SaPKo Savonlinna hrajícím druhou nejvyšší finskou ligu I Divisioona, která byla v roce 2000 přejmenována na Mestis. V roce 2000 se stěhoval do týmu Turku TuTo hrajícím tutéž ligu. V roce 2001 podepsal smlouvu s týmem JYP Jyväskylä, který hrál finskou elitní SM-liigu. V roce 2002 byl vybrán Torontem Maple Leafs na celkově 254. místě draftu NHL. V NHL debutoval v roce 2005 v dresu New York Rangers, ale většinu sezóny 2005-06 strávil na farmě v týmu Hartford Wolf Pack hrajícím v nižší severoamerické lize AHL. Před sezónou 2007-08 se vrátil do Finska opět do týmu JYP Jyväskylä. V roce 2009 se s týmem stal mistrem Finska. V následující sezóně 2009-10 se připojil k ruskému týmu Ak Bars Kazaň hrajícím východoevropskou kontinentální ligu.

## Úspěchy

### Individuální úspěchy
- All-Star Team SM-liigy - 2007-08, 2008-09
- Hráč měsíce SM-liigy - 1/2008
- All-Star tým MS - 2011

### Kolektivní úspěchy
- Zlatá medaile na MS 18' - 2000
- Vicemistr Mestisu - 2000-01
- Bronzová medaile na MSJ - 2002
- Mistr SM-liigy - 2008-09
- Bronzová medaile na ZOH - 2010
- Vítěz Gagarinova poháru - 2009-10
- Zlatá medaile na MS - 2011

## Prvenství

### NHL
- Debut – 6. dubna 2006 (New York Rangers proti New York Islanders)
- První gól – 6. dubna 2006 (New York Rangers proti New York Islanders, americkému brankáři Rick DiPietro)
- První asistence – 12. prosince 2006 (Philadelphia Flyers proti New York Rangers)

### KHL
- Debut – 10. září 2009 (Ak Bars Kazaň proti Lokomotiv Jaroslavl)
- První gól – 12. září 2009 (Ak Bars Kazaň proti HK Spartak Moskva, německému brankáři Dimitrij Kotschnew)
- První asistence – 14. září 2009 (Ak Bars Kazaň proti HC MVD Balašicha)
- První hattrick – 1. října 2013 (Torpedo Nižnij Novgorod proti SKA Petrohrad)

## Klubové statistiky
| Sezóna         | Klub                    | Soutěž         |     | Základní část | Základní část | Základní část | Základní část | Základní část |    | Play off | Play off | Play off | Play off | Play off |
| Sezóna         | Klub                    | Soutěž         | Z   | G             | A             | B             | TM            | Z             | G  | A        | B        | TM       |          |          |
| 1999–00        | SaPKo                   | I-d            | 42  | 18            | 16            | 34            | 34            | —             | —  | —        | —        | —        |          |          |
| 2000–01        | TuTo Hockey             | Mes            | 41  | 20            | 20            | 40            | 22            | —             | —  | —        | —        | —        |          |          |
| 2001–02        | Ässät Pori              | SM-l           | 44  | 0             | 2             | 2             | 6             | —             | —  | —        | —        | —        |          |          |
| 2002–03        | JYP Jyväskylä           | SM-l           | 56  | 10            | 23            | 33            | 34            | 7             | 1  | 1        | 2        | 8        |          |          |
| 2003–04        | JYP Jyväskylä           | SM-l           | 52  | 23            | 26            | 49            | 28            | 2             | 0  | 0        | 0        | 0        |          |          |
| 2004–05        | JYP Jyväskylä           | SM-l           | 54  | 19            | 28            | 47            | 24            | 3             | 0  | 2        | 2        | 2        |          |          |
| 2005–06        | Hartford Wolf Pack      | AHL            | 74  | 30            | 40            | 70            | 34            | 6             | 2  | 3        | 5        | 2        |          |          |
| 2005–06        | New York Rangers        | NHL            | 6   | 2             | 0             | 2             | 0             | —             | —  | —        | —        | —        |          |          |
| 2006–07        | Hartford Wolf Pack      | AHL            | 54  | 20            | 26            | 46            | 30            | 7             | 2  | 6        | 8        | 2        |          |          |
| 2006–07        | New York Rangers        | NHL            | 14  | 1             | 5             | 6             | 4             | —             | —  | —        | —        | —        |          |          |
| 2007–08        | JYP Jyväskylä           | SM-l           | 54  | 26            | 37            | 63            | 54            | 6             | 1  | 8        | 9        | 8        |          |          |
| 2008–09        | JYP Jyväskylä           | SM-l           | 58  | 23            | 41            | 64            | 40            | 15            | 1  | 10       | 11       | 24       |          |          |
| 2009–10        | Ak Bars Kazaň           | KHL            | 56  | 13            | 26            | 39            | 26            | 22            | 4  | 10       | 14       | 8        |          |          |
| 2010–11        | Ak Bars Kazaň           | KHL            | 53  | 21            | 17            | 38            | 30            | 9             | 2  | 4        | 6        | 2        |          |          |
| 2011–12        | Ak Bars Kazaň           | KHL            | 53  | 14            | 12            | 26            | 8             | 12            | 0  | 2        | 2        | 0        |          |          |
| 2012–13        | Ak Bars Kazaň           | KHL            | 50  | 11            | 20            | 31            | 10            | 18            | 4  | 4        | 8        | 12       |          |          |
| 2013–14        | Torpedo Nižnij Novgorod | KHL            | 54  | 14            | 24            | 38            | 18            | 7             | 3  | 1        | 4        | 2        |          |          |
| 2014–15        | Torpedo Nižnij Novgorod | KHL            | 57  | 17            | 22            | 39            | 26            | 5             | 2  | 2        | 4        | 2        |          |          |
| 2015–16        | EV Zug                  | NLA            | 49  | 24            | 17            | 41            | 22            | 4             | 0  | 2        | 2        | 4        |          |          |
| 2016–17        | EV Zug                  | NLA            | 49  | 12            | 14            | 26            | 28            | 15            | 4  | 6        | 10       | 41       |          |          |
| 2017–18        | JYP Jyväskylä           | Liiga          | 59  | 13            | 37            | 50            | 14            | 6             | 3  | 1        | 4        | 14       |          |          |
| 2018–19        | JYP Jyväskylä           | Liiga          | 60  | 15            | 32            | 47            | 42            | 3             | 0  | 1        | 1        | 2        |          |          |
| 2019–20        | JYP Jyväskylä           | Liiga          | 59  | 21            | 23            | 44            | 14            | —             | —  | —        | —        | —        |          |          |
| 2020–21        | JYP Jyväskylä           | Liiga          | 59  | 13            | 15            | 28            | 14            | —             | —  | —        | —        | —        |          |          |
| 2021–22        | Mikkelin Jukurit        | Liiga          | 60  | 18            | 10            | 28            | 24            | 7             | 1  | 1        | 2        | 2        |          |          |
| 2022–23        | Mikkelin Jukurit        | Liiga          | 60  | 6             | 9             | 15            | 12            | —             | —  | —        | —        | —        |          |          |
| 2023–24        | Mikkelin Jukurit        | Liiga          | 60  | 6             | 17            | 23            | 12            | 6             | 1  | 1        | 2        | 0        |          |          |
| Celkem v Liiga | Celkem v Liiga          | Celkem v Liiga | 735 | 194           | 300           | 494           | 318           | 55            | 8  | 25       | 33       | 60       |          |          |
| Celkem v NHL   | Celkem v NHL            | Celkem v NHL   | 20  | 3             | 5             | 8             | 4             | —             | —  | —        | —        | —        |          |          |
| Celkem v KHL   | Celkem v KHL            | Celkem v KHL   | 323 | 90            | 121           | 211           | 118           | 73            | 15 | 23       | 38       | 26       |          |          |

## Reprezentace
| Rok          | Tým          | Soutěž       | Z  | G  | A  | B  | TM |  |
| ------------ | ------------ | ------------ | -- | -- | -- | -- | -- |  |
| 2000         | Finsko 18    | MS 18'       | 7  | 3  | 4  | 7  | 4  |  |
| 2002         | Finsko 20    | MSJ          | 7  | 4  | 3  | 7  | 6  |  |
| 2009         | Finsko       | MS           | 7  | 1  | 4  | 5  | 2  |  |
| 2010         | Finsko       | ZOH          | 6  | 0  | 0  | 0  | 0  |  |
| 2010         | Finsko       | MS           | 7  | 3  | 1  | 4  | 4  |  |
| 2011         | Finsko       | MS           | 9  | 9  | 3  | 12 | 2  |  |
| 2012         | Finsko       | MS           | 10 | 3  | 2  | 5  | 0  |  |
| 2015         | Finsko       | MS           | 7  | 0  | 0  | 0  | 2  |  |
| Celkem na MS | Celkem na MS | Celkem na MS | 40 | 16 | 10 | 26 | 10 |  |